# Западный Памье
За́падный Памье́ (фр. Pamiers-Ouest) — кантон во Франции, находится в регионе Юг — Пиренеи, департамент Арьеж. Входит в состав округа Памье.
Код INSEE кантона — 0912. Всего в кантон Западный Памье входят 12 коммун, из них главной коммуной является Памье.
Кантон был образован в 1985 году.

## Коммуны кантона
| Коммуна           | Население, чел. (2006) | Почтовый индекс | Код INSEE |
| ----------------- | ---------------------- | --------------- | --------- |
| Безак             | 227                    | 09100           | 09056     |
| Бенаг             | 329                    | 09100           | 09050     |
| Лескус            | 81                     | 09100           | 09163     |
| Мадьер            | 184                    | 09100           | 09177     |
| Памье             | 13 417 (часть коммуны) | 09100           | 09225     |
| Сен-Виктор-Рузо   | 161                    | 09100           | 09276     |
| Сен-Жан-дю-Фальга | 2 612                  | 09100           | 09265     |
| Сен-Мартен-д’Уад  | 225                    | 09100           | 09270     |
| Сен-Мишель        | 68                     | 09100           | 09271     |
| Сент-Аман         | 48                     | 09100           | 09255     |
| Эскосс            | 348                    | 09100           | 09116     |
| Юнзан             | 120                    | 09100           | 09319     |

## Население
Население кантона на 2006 год составляло 10 989 человек.
| 1962 | 1968 | 1975 | 1982 | 1990 | 1999 | 2006   | 2007 | 2008 | 2009 |
| ---- | ---- | ---- | ---- | ---- | ---- | ------ | ---- | ---- | ---- |
| —    | —    | —    | —    | —    | —    | 10 989 | —    | —    | —    |